# جيم ريد (سائق سباق)
جيم ريد (بالإنجليزية: Jim Reed)‏ هو سائق سباق أمريكي، ولد في 21 فبراير 1926 في بيكسكيل في الولايات المتحدة.

## روابط خارجية
- جيم ريد على موقع Racing-Reference.info (الإنجليزية)
- جيم ريد على موقع DriverDB.com (الإنجليزية)